# Celeste azzurro e blu
Celeste azzurro e blu prodotto da Mauro Malavasi che cura gli arrangiamenti. è il ventiquattresimo album del cantante italiano Gianni Morandi, pubblicato dall'etichetta discografica Penguin e distribuito dalla BMG nel 1997.
L'album è disponibile su musicassetta e compact disc.

## Tracce
1. Dove va a finire il mio affetto
2. Blu
3. Forse non ci lasceremo mai
4. Io sono un treno
5. I Love You
6. Vento
7. Caro Alfredo
8. Sta tranquilla stupida
9. Là nel paese dei sogni
10. Gli occhi tuoi davanti ai miei
11. La mia storia infinita
12. Volevo farti innamorare

## Formazione
- Gianni Morandi – voce, chitarra acustica
- Vinnie Colaiuta – batteria
- Luca Malaguti – basso, programmazione
- Bruno Mariani – chitarra acustica, chitarra elettrica
- Ignazio Orlando – programmazione
- Mauro Patelli – chitarra acustica, cori
- Mauro Malavasi – tastiera, cori, tromba, arrangiamento
- Claudio Citarella – basso
- Jimmy Villotti – chitarra acustica
- Jovanotti _ cori
- Angelo Adamo – armonica
- Marco Tamburini, Andrea Tofanelli – tromba
- Roberto Rossi, Giancarlo Giannini – trombone
- Piero Odorici – sax
- Lara Luppi, Angela Parisi, Barbara Cola, Silvia Beltrami – cori

Produzione
- Mauro Malavasi – produzione, missaggio, mastering